# Mikałaj Statkiewicz
Mikałaj (Mikoła) Statkiewicz (biał. Мікала́й (Міко́ла) Ві́ктаравіч Статке́віч, ur. 12 sierpnia 1956 we wsi Ladno w rejonie słuckim) – białoruski polityk, lider opozycyjnej Białoruskiej Socjaldemokratycznej Partii (Ludowa Hramada), Białoruskiej Socjaldemokratycznej Partii (Hramada) oraz Ruchu Europejskiego.

## Życiorys
Urodzony w rodzinie nauczycieli. W 1978 ukończył studia na Wyższej Inżynieryjnej Uczelni Przeciwlotniczo-Rakietowej w Mińsku (WIUPR), otrzymując tytuł inżyniera radioelektroniki. W latach 1978–1982 służył w Armii Radzieckiej w obwodzie murmańskim na północy ZSRR. Tam też został członkiem KPZR, którą opuścił w 1991 na znak protestu przeciwko pacyfikacji Wilna. Kandydat nauk technicznych, podpułkownik rezerwy. W lipcu 1995 wybrany na stanowisko przewodniczącego Białoruskiej Socjaldemokratycznej Hramady, na miejsce odwołanego Aleha Trusaua. Po zjednoczeniu BSdH z Partią Zgody Ludowej został przewodniczącym powstałej w jego wyniku Białoruskiej Socjaldemokratycznej Partii (Ludowa Hramada). Był założycielem Białoruskiego Zjednoczenia Wojskowych.
31 maja 2005 został skazany razem z Pawłem Siewaryńcem przez Centralny Sąd Okręgowy w Mińsku na podstawie art. 342 kodeksu karnego na trzy lata pracy resocjalizacyjnej za organizację protestów opozycji po październikowym referendum w sprawie wyborów parlamentarnych. Rok później został uznany za więźnia sumienia przez Amnesty International. W lipcu 2007 został przedterminowo zwolniony z więzienia.
Zapowiedział start w wyborach prezydenckich 2010.

### Udział w wyborach prezydenckich w 2010 roku
Mikałaj Statkiewicz uczestniczył w demonstracji w Mińsku przeciwko sfałszowaniu wyników wyborów prezydenckich wieczorem 19 grudnia 2010 roku. W czasie, gdy milicja i wojsko zaczęły bić i aresztować jej uczestników, opuścił miejsce demonstracji taksówką, której zajechały drogę dwa samochody osobowe i został uprowadzony do izby śledczej białoruskiego KGB, gdzie od chwili porwania prowadził głodówkę protestacyjną i odmawiał zeznań.

#### Represje wobec współpracowników
W nocy z 22 na 23 grudnia, w czasie fali represji wobec opozycji po wyborach prezydenckich, aresztowany został Siarhiej Marcalou, szef sztabu wyborczego Mikałaja Statkiewicza. Marcalou został zabrany z pociągu relacji Mińsk – Warszawa, którym jechał do Warszawy, na zaproszenie nadającej z Polski, białoruskojęzycznej stacji telewizyjnej Biełsat TV. Zatrzymania dokonali białoruscy pogranicznicy w Brześciu, na granicy polsko-białoruskiej. Do rana 24 grudnia przetrzymywany był w najbliższym oddziale rejonowym milicji. Tego samego dnia wieczorem rodzina Marcaleua otrzymała telefon z białoruskiego KGB, że ten znajduje się w izolatce śledczej tej instytucji i jest podejrzany w sprawie o organizację masowych niepokojów w Mińsku 19 grudnia.

#### Proces i wyrok
W 2011 roku sąd rejonu lenińskiego Mińska skazał go na 6 lat więzienia za organizację masowych zamieszek 19 grudnia 2010 roku, potem po wypuszczeniu bywał znowu wielokrotnie aresztowany i skazywany. W 2020 roku został zatrzymany z kandydatem na prezydenta Siarhiejem Cichanouskim i współpracownikami, oskarżonymi na podstawie art. 293 Kodeksu Karnego („Organizacja masowych zamieszek z przemocą wobec osób, pogromów, podpaleń, niszczenia mienia lub zbrojnego oporu wobec przedstawicieli władz”), a w grudniu 2021 skazany na 14 lat.

## Poglądy
W swoim programie wyborczym był za reformą edukacji, wprowadzeniem bezpłatnych studiów wyższych i możliwość wyboru miejsca pracy (obecnie państwo kontroluje przydział stanowisk pracy dla absolwentów uczelni państwowych). Polityk uważał, że gospodarkę i przemysł należy zmodernizować, pozyskać nowe inwestycje i wprowadzić nowe technologie; inwestorom ułatwić wejście na rynek poprzez ulgi podatkowe, usunięcie systemu kontraktowego, który łamał prawa pracowników. Optował za przywróceniem ulg dla najbiedniejszej części społeczeństwa.
W kwestii prawa wyborczego Statkiewicz był zwolennikiem likwidacji przedterminowych wyborów i uświadomienie społeczeństwu, że ma wpływ na wyniki głosowania. Dlatego przed wyborami prezydenckimi apelował o nieoddawanie swoich głosów przed wyznaczonym terminem, o wyłanianie wśród społeczeństw lokalnych własnych obserwatorów, o żądanie publicznego liczenia głosów po zakończeniu głosowania.

## Życie prywatne
Mikałaj Statkiewicz jest żonaty z Maryną Adamowicz. Jego dziadek został aresztowany w okresie Wielkiego Terroru i zginął w Słucku w styczniu 1938 r.

## Odznaczenia
- Medal 100-lecia Białoruskiej Republiki Ludowej – 2019[12]
- Medal „Za nienaganną służbę” III Klasy – ZSRR